# Messelpark
Der Messelpark ist ein beinahe vier Hektar großer Parkstreifen in den Berliner Ortsteilen Schmargendorf und Dahlem.

## Beschreibung
Ein Großteil des Parks liegt auf Schmargendorfer Seite. Dort ist der Park größtenteils naturbelassen mit starkem Wildwuchs, lediglich Spazierwege sind angelegt. Der sehr langgestreckte bepflanzte Grünstreifen verläuft in Nordwest-Südost-Richtung. Folgende Straßen bilden die äußeren Grenzen (in Uhrzeigerrichtung von Norden beginnend): Wildpfad, Bernadottestraße, Im Dol, Messelstraße, Waldmeisterstraße, Goldfinkweg (westliche Begrenzung), Waldmeisterstraße, ein namenloser Fußweg hinter der lockeren Wohnbebauung bis zum Wildpfad. Der Park wird im oberen Drittel durchschnitten von der Clayallee.
Der nach Westen abgehende Zipfel trägt auch die eigenständige Bezeichnung Robert-Stolz-Anlage.
Der kleinere Teil des Parks auf Dahlemer Seite ist als große Liegewiese mit altem Baumbestand, einem kleinen Weiher und einem Kinderspielplatz gestaltet. Des Weiteren befindet sich ein Findling auf der Grünanlage.
Der Park ist nach der anliegenden Messelstraße und diese wiederum nach dem Architekten Alfred Messel benannt, der die Stadt Berlin mit zahlreichen Bauten mitgeprägt hat.